# Iranokirkbya
Iranokirkbya is een geslacht van uitgestorven kreeftachtigen uit de klasse van de Ostracoda (mosselkreeftjes).

## Soort
- Iranokirkbya brandneri Kozur & Mette, 2006 †